# Kells
Kells (irlandès: Ceanannas) és un poble del comtat de Meath a Irlanda. El poble queda a la carretera N3 a 16 quilòmetres de Navan i a 65 quilòmetres de Dublín. En anys recents el poble ha crescut considerablement amb moltes persones que van a treballar des de Dublín fins al poble.

## Història
El monestir de Kells es pensa que pot haver estat fundat voltants de l'any 804. Aquest monestir va ser fundat per monjos que van sortir del monestir de St. Colmcille a Iona, fugint de les invasions víkings.
El 1152 el Concili de Kells va completar la transició de l'Església Catòlica Romana d'Irlanda, d'una església monàstica a l'església diocesana que continua avui en dia. Kells va ser elevada al rang de diòcesi pel Concili, però més tard va ser reduïda a un estatus parroquial. Al final del segle xii la totalitat de Meath estava sota els anglo-normands. Durant aquesta època els edificis religiosos van florir.
Kells va ser escenari de nombroses batalles entre anglesos, irlandesos i normands. Durant l'època Tudor va ser usat com un lloc d'allistament per a soldats. De 1561 a 1800, Kells va tenir dos membres a la Casa dels Comuns d'Irlanda. Durant el període de la gran fam irlandesa la població de Kells va disminuir un 38% segons el rècord del cens de 1841 a 1851.
L'Abadia de Kells, amb la seva torre rodona, està associada a Sant Columba i al Llibre de Kells. La torre circular i cinc grans creus cèltiques poden ser vistes encara avui. Quatre de les creus són al pati de l'església de Sant Columba.